# سیارک ۱۲۷۳۴
سیارک ۱۲۷۳۴ (به انگلیسی: 12734 Haruna، نامگذاری:1991UF3) دوازده هزار و هفتصد و سی و چهارمین سیارک کشف شده‌است که در ۲۹ اکتبر ۱۹۹۱ کشف شد.
قدر مطلق سیارک برابر ۱۳٫۵۰ است.